# Ziduri
Ziduri est une commune roumaine située dans le județ de Buzău.